# NGC 5957
NGC 5957 este o galaxie seyfert de tip 2⁠(d) situată în constelația Șarpele. A fost descoperită în 29 aprilie 1865 de către Heinrich Louis d'Arrest. Se află la o distanță de 26,05 de megaparseci de Pământ.